# Adam Armstrong (Metallurg)
Adam Wassiljewitsch Armstrong (russisch Адам Васильевич Армстронг; * 13. Januar 1762 in Hawick; † 27. Oktoberjul. / 8. November 1818greg. in Petrosawodsk) war ein britisch-russischer Metallurg.

## Leben
Armstrong aus dem Clan Armstrong erhielt eine häusliche Erziehung und studierte 1778–1782 an der Universität Edinburgh, um sich auf den geistlichen Beruf vorzubereiten. Da er nach dem Abschluss das Alter für den Amtsantritt noch nicht erreicht hatte, wurde er Hauslehrer bei Admiral Samuel Greigh. Im Rahmen eines Programms der britischen Regierung für die militärische Unterstützung des Russischen Kaiserreichs in den 1770er und 1780er Jahren war Greigh in russische Dienste getreten, so dass Armstrong mit Greigh nach Russland ging. In den frühen 1780er Jahren beschloss Greigh, zur Verbesserung des Kanonengusses in der Alexander-Kanonenfabrik in Petrosawodsk den Manager Charles Gascoigne der 1759 bei Edinburgh gegründeten Eisenhütte der Carron Company nach Petrosawodsk zu holen. Im Januar 1785 wurde Armstrong Gouvernementsregistrator im staatlichen Leitungsamt der Olonezer Bergbau-Betriebe. Darauf wurde Armstrong zu Gascoigne geschickt, um mit ihm im September 1786 nach Petrosawodsk zu kommen. Gascoigne wurde Leiter der Alexander-Kanonenfabrik mit Armstrong als Assistent und modernisierte die Kanonenfabrikation in umfassender Weise.
1790 wurde Armstrong Capitaine d’armes im Preobraschenski Leib-Garderegiment. Im Jahr darauf wurde er als Porutschik aus dem Regiment wieder entlassen und kehrte in die Alexander-Kanonenfabrik zurück. 1798 wurde er Mitglied der Geschäftsführung.
Als Gascoigne 1806 starb, leitete kurzzeitig Alexander Markowitsch Poltorazki die Alexander-Kanonenfabrik. 1807 wurde Armstrong Chef der Alexander-Kanonenfabrik, der Olonezer Eisengießereien und der St. Petersburger Kanonenkugel-Eisengießerei, die 1868 das Putilow-Werk wurde. Unter Armstrongs Leitung wurde in Wytegra eine Schamotte-Lagerstätte erschlossen, so dass Schamotte nicht mehr aus dem Vereinigten Königreich importiert werden musste. Er ersetzte britische Steinkohle durch Holzkohle aus eigenen Kiefernbeständen, was zu einer Ersparnis von 32 Silber-Rubel pro 100 Pud Gusseisen führte. Das aufgegebene Kontscheserski-Hüttenwerk bei Petrosawodsk baute er wieder auf und nahm es 1809 in Betrieb. Neben den Militäraufträgen wurden die gusseiserne Treppe des Anitschkow-Palais (1813) sowie die Geländer und Teile der Roten Brücke, der Obuchowski-Brücke, der Pozelujew-Brücke und der Brücke zur Moskowskaja Sastawa in St. Petersburg gefertigt (1814, 1816).
Armstrong war 1805–1808 Adelsmarschall der Ujesds Olonez und Powenez und 1811–1814 Adelsmarschall des Gouvernements Olonez sowie Oberberghauptmann IV. Klasse.
Armstrong hatte 1787 Isabella Lindsay (* 1764), Tochter eines Jedburgher Arztes, geheiratet, die Robert Burns 24 Tage vor ihrer Hochzeit traf und ihr die Zeilen widmete: That love-kindling eye must beam on another not me; that graceful form must bless another's arms, not mine. Sie hatten die Söhne Robert, der Bergbauingenieur wurde, und Iwan.
Armstrong starb infolge einer Erkältung bei der Rückkehr aus der St. Petersburger Eisengießerei nach Petrosawodsk.